# Almlied
Als Almlieder werden die vorwiegend in den deutschsprachigen Alpenländern Bayern, Österreich und Südtirol gesungenen Lieder bezeichnet, die vom Leben auf der Alm handeln. Sie werden meist langsam, oft a cappella vorgetragen und sind Bestandteil der alpenländischen Volksmusik. Teilweise werden sie auch rein instrumental, insbesondere von Bläsern vorgetragen. Almlieder werden – wie der Name bereits verrät – gerne auf Almen, aber auch an anderen Orten im Alpenraum gesungen. Es finden auch organisierte Almliedersingen statt.

## Bekannte Almlieder
- Aba auf und auf d’Alm
- Auf da Alm bin i gsessn
- Auf da Alma, do gibt’s Kalma
- Geh i über d’Alm
- Pfüat di Gott, liabe Alma
- Schöne Schwoagrin steh auf
- Von der hohen Alm auf die Niederalm